# Événements incompatibles
Deux événements {\displaystyle E} et {\displaystyle F} d'une expérience aléatoire sont dits incompatibles (ou disjoints) lorsqu'ils n'ont aucune éventualité en commun, c'est-à-dire lorsque l'intersection des sous-ensembles {\displaystyle E} et {\displaystyle F} est vide : {\displaystyle E\cap F=\emptyset }.
Autrement dit, ces deux événements sont incompatibles si et seulement si la réalisation simultanée de {\displaystyle E} et {\displaystyle F} est impossible.
Si {\displaystyle E} et {\displaystyle F} sont deux événements incompatibles, on a alors : {\displaystyle \mathbb {P} (E\cup F)=\mathbb {P} (E)+\mathbb {P} (F)}.
Si {\displaystyle E} et {\displaystyle F} sont deux événements compatibles, on a alors : {\displaystyle \mathbb {P} (E\cup F)=\mathbb {P} (E)+\mathbb {P} (F)-\mathbb {P} (E\cap F)}.
Attention à ne pas confondre cette notion avec celle d'événements indépendants. En fait, deux événements {\displaystyle E} et {\displaystyle F} de probabilités non nulles ne peuvent être à la fois incompatibles et indépendants.
À noter qu'il faut distinguer les événements incompatibles des événements contraires, qui se démarquent par le fait que {\displaystyle \mathbb {P} (A)+\mathbb {P} (B)=1}.